# Sant’Agnese – Annibaliano
Sant'Agnese - Annibaliano – stacja na linii B metra rzymskiego. Stacja została otwarta w 2012 roku. Druga stacja części B1 linii B.
Znajduje się na Piazza Annibaliano, niedaleko corso Trieste i viale Eritrea, a jej nazwa pochodzi od placu i pobliskiej Bazyliki św Agnieszki.